# Vrigstads hembygdsförening

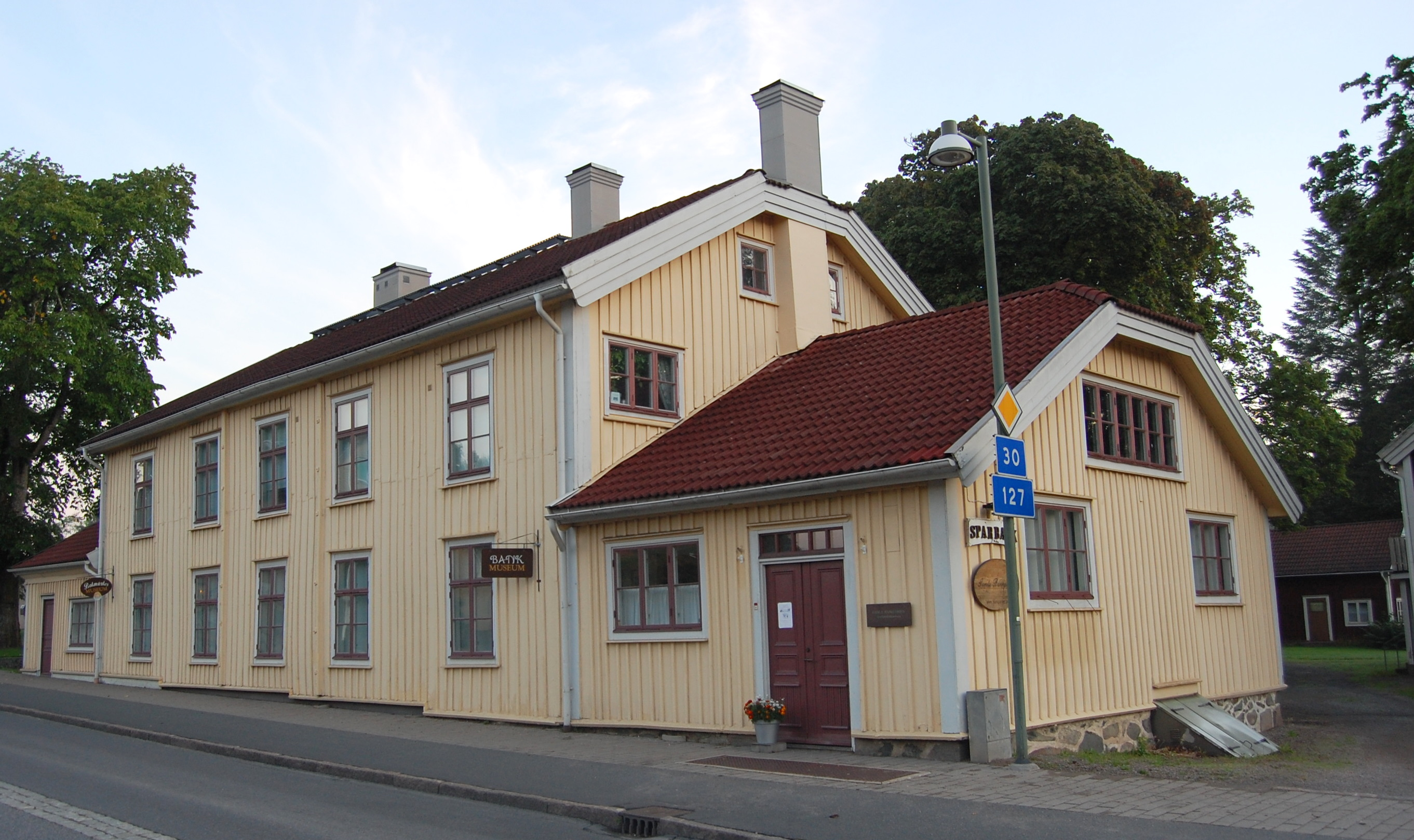
Gamla Bankgården med Bankmuseum i Vrigstad

Vrigstads hembygdsförening är en hembygdsförening i Vrigstads socken i Sävsjö kommun i Jönköpings län.
Vrigstads hembygdsförening är engagerad i bygdens utveckling, parallellt med att man på olika sätt speglar ortens historia. 
Föreningen förfogar över ett bildarkiv med cirka 6 000 bilder, de äldsta från 1865. I föreningen finns även ett bandarkiv med cirka 100 bandade intervjuer. I ett klipparkiv har material från lokalpressen bevarats. 

## Hembygdsstugan Gröndal
Stugan Gröndal flyttades förmodligen 1871 till Vrigstad från Kohult i Svenarums socken. Hulda Qvint drev ett kafé där från 1927 och in på 1940-talet. Hennes man, Gösta Karlsson, donerade huset till hembygdsföreningen i början av 1970-talet. Vid stugan finns också en byggnad, som har stått vid gamla prästgården. Den var ursprungligen två byggnader: en bakstuga och en drängstuga.

## Bankmuseum i Vrigstad
Huvudartikel:Gamla Bankgården
Vrigstads hembygdsförening sköter Bankmuseet i Vrigstad i Gamla Bankgården vid Jönköpingsvägen tillsammans med Vrigstads samhällsförening och Sparbanksstiftelsen Alfa.

## Bokutgivning
- Börje Cronvall: Från vagnshjul till småhus - näringslivet i Vrigstad då och nu - en dokumentation i ord och bild, Vrigstads hembygdsförening 2016, ISBN  9789163915390
- Vrigstad kommun 1863-1970 - en dokumentation i ord och bild, Vrigstads hembygdsförening 2022, ISBN  9789152727447